# 弹性 (物理学)
在物理学中，弹性（来自希腊语ἐλαστός“可塑性”）是指物体受到外力时变形，并且当该外力解除时恢复其初始形状的能力。 固体物体受到外力时将变形。如果材料是弹性的，当这些力被移除时，物体将返回到其初始形状。
弹性是物体具有的一项物理性质。如果一种材料在应力下发生形变，应力撤销后又恢复到原来的形状，这种材料被称为具有弹性的材料。形变的大小称为应变。

## 彈性力學
弹性体力学，通常简称为弹性力学，又称为弹性理论，是固体力学的一个分支。弹性力学研究弹性体由于受外力作用、边界约束或温度改变等原因而发生的应力、应变和位移。
弹性力学在土木、水利、机械、交通、能源和航空航天等工程学科中具有重要的地位。随着社会的进步和发展，出现了许多大型、复杂的工程结构，这些结构的安全性和经济性的矛盾十分突出，必须对结构进行严密和精确的力学分析，这就需要应用弹性力学、其他固体力学的理论和相应的数值计算方法及实验技术。弹性力学作为其他固体力学最重要的基础，是进行工程结构力学分析必不可少的一门学科。